# Kanton Fauville-en-Caux
Kanton Fauville-en-Caux (fr. Canton de Fauville-en-Caux) je francouzský kanton v departementu Seine-Maritime v regionu Horní Normandie. Skládá se z 18 obcí.

## Obce kantonu
- Alvimare
- Auzouville-Auberbosc
- Bennetot
- Bermonville
- Cléville
- Cliponville
- Envronville
- Fauville-en-Caux
- Foucart
- Hattenville
- Hautot-le-Vatois
- Normanville
- Ricarville
- Rocquefort
- Sainte-Marguerite-sur-Fauville
- Saint-Pierre-Lavis
- Trémauville
- Yébleron